# Unbroken (Film)
Unbroken ist ein US-amerikanisches Kriegsdrama der Regisseurin Angelina Jolie aus dem Jahr 2014. Es basiert auf Laura Hillenbrands Buch Unbeugsam aus dem Jahr 2010. Der Film erzählt die Erlebnisse des Olympiaathleten, Kriegsteilnehmers und Kriegsgefangenen Louis Zamperini (1917–2014). Zu den Schauspielern zählen Jack O’Connell, Garrett Hedlund und Domhnall Gleeson. Die Weltpremiere fand am 17. November 2014 im State Theatre in Sydney statt. Am 25. Dezember 2014 lief der Film in den US-Kinos an; der deutsche Kinostart war am 15. Januar 2015.

## Handlung
Louis Zamperini gerät mit seinen Kameraden an Bord des Bombers Super Man nach einem Bombenabwurf während der Luftschlacht über Nauru am 17. April 1943 in feindliches Feuer. Japanische Verbände halten die kleine Pazifikinsel Nauru besetzt. Im feindlichen Flakfeuer werden etliche Kameraden an Bord verwundet oder getötet und die Maschine selbst schwer beschädigt. Während des Rückflugs zum Stützpunkt der US-Amerikaner auf Funafuti erinnert sich Louis an seine Kindheit in Torrance, Kalifornien, USA. Als Taschendieb und Schläger wird er von der Polizei nach Hause gebracht, wo ihn sein Vater Anthony dann verprügelt. Sein älterer Bruder Pete animiert Louis zum Laufen. Louis, anfänglich noch relativ unsportlich, wird bald zum Torrance Tornado, der sein Land bei den Olympischen Sommerspielen 1936 in Berlin vertreten darf. Zwar gewinnt Louis keine Medaille, geht allerdings als jüngster Athlet, dem es gelang, die letzte Runde in unter 60 Sekunden zu absolvieren, in die Geschichtsbücher ein.
Auf Funafuti gelingt es der Besatzung der Super Man unter dem Piloten Hugh Cuppernell nur unter Mühe, den Bomber zu landen, da die Bremsklappen im feindlichen Feuer beschädigt wurden. Sie schaffen es, die Maschine schwer beschädigt am Ende der Landebahn zum Stehen zu bekommen.
Einen Monat später, am 27. Mai 1943, erhält Louis’ Mannschaft den Auftrag, mit einem anderen Bomber, der Green Hornet, eine vom Kurs abgekommene und vermisste Mannschaft in der Nähe des Palmyra-Atolls zu suchen. Auf ihrem Erkundungsflug versagen plötzlich die beiden linken Motoren der Maschine und die Green Hornet muss im Pazifik notwassern. Louis kann sich zusammen mit dem Piloten Russell Phillips und dem Heckschützen Francis McNamara in zwei Rettungsboote retten. Eineinhalb entbehrungsreiche Monate liegen vor den Männern, in denen sie von Haien angegriffen und von einem japanischen Kampfflugzeug attackiert werden. Ohne Nahrung und Wasser stirbt McNamara auf dem Ozean. Louis und Phil überleben und werden von Soldaten auf einem japanischen Kriegsschiff gefangen genommen.
Nach ersten Verhören auf dem Atoll Kwajalein werden Phil und Louis nach Tokio deportiert und danach getrennt. Louis wird ins Kriegsgefangenenlager Ōmori verbracht. Hier gerät er an Mutsuhiro „The Bird“ Watanabe, einen japanischen Unteroffizier, der seine Macht über die Gefangenen gnadenlos ausnutzt, um sie in jeglichen Formen zu schlagen, zu demütigen und zu foltern. Besonders der ehemalige Olympionike Louis gerät durch sein widersetzliches Verhalten in den Fokus von „The Bird“.
Eines Tages, im Herbst 1944, bekommt Louis die Gelegenheit über Radio Tokio seinen Angehörigen in Kalifornien mitzuteilen, dass er noch am Leben sei. In einer weiteren Ansprache soll Louis, der als Propagandainstrument eingesetzt werden soll, einen Amerika-kritischen Text über das Radio verlesen. Als Belohnung würden ihm die Freiheit und ein komfortables Leben winken. Louis lehnt ab. Er kommt nach Ōmori zurück, wo „The Bird“ die anderen Mitgefangenen zwingt, Louis ins Gesicht zu schlagen, damit dieser Respekt lernen solle.
Im Winter 1944/1945 wird „The Bird“ aus Ōmori versetzt. Louis und die anderen Gefangenen atmen auf. Um sicherzustellen, dass die auf dem Vormarsch nach Tokio befindlichen US-Einheiten nicht die Kriegsgefangenen erreichen, werden Louis und andere GIs nach Naoetsu deportiert, ein Gefangenenlager an der Nordwestküste Japans. Hier bricht Louis beinahe zusammen, als er feststellen muss, dass „The Bird“ auch in Naoetsu eine Führungsrolle einnimmt. In Naoetsu müssen Louis und die Gefangenen auf Kohleschiffen arbeiten. Eines Tages bricht sich Louis bei der anstrengenden und schmutzigen Arbeit das Bein. „The Bird“ sieht den Vorfall. Um Louis zu disziplinieren, zwingt er ihn, einen Holzbalken über seinen Kopf zu heben. Wenn Louis den Balken fallen lässt, würde er exekutiert werden. Nach 37 Minuten (laut Tom Wade, einem Gefangenen in Naoetsu, in Laura Hillenbrands Buch, Seite 344) hätte er beinahe aufgegeben; doch Louis zwingt sich, sieht Watanabe in die Augen und schreit seine Wut heraus. Wieder wird Louis von „The Bird“ beinahe totgeprügelt.
Bald darauf haben die Vereinigten Staaten nach zwei Atombombenabwürfen den Krieg gegen Japan gewonnen. Louis und die anderen Männer werden aus ihrer Gefangenschaft befreit. Er schleppt sich in „The Bird“s Quartier, doch der Lageraufseher ist verschwunden. Wenige Wochen später kann Louis seine Familie in den Vereinigten Staaten wieder in die Arme schließen.
In einer letzten Kameraeinstellung sieht man den 80-jährigen Louis Zamperini als Fackelläufer bei den Olympischen Winterspielen 1998. Sie fanden im japanischen Nagano statt.
Laut einem Insert habe Louis seinen Peinigern vergeben, auch wenn „The Bird“ ein Treffen mit seinem ehemaligen Gefangenen jedes Mal verweigert hat.

## Hintergrundinformationen
Für den Film wurden einige Begebenheiten gestrichen oder der Dramaturgie wegen anders dargestellt, als sie sich in der im Buch beschriebenen Realität ereignet haben.
So wurde Zamperini auf Kwajalein Opfer von pseudowissenschaftlichen medizinischen Experimenten, was im Film fehlt. Auch war er vor Ōmori zusammen mit Phillips Gefangener in Ōfuna, einem vom Roten Kreuz nicht registrierten Lager. Erst Ende September 1944, also bereits nach über einem Jahr Gefangenschaft in Japan, kam Louie Zamperini nach Ōmori und in die Hände des „Birds“. Die Ereignisse, die im Film in Ōmori spielen, fanden zum Teil in der Realität auch in Ōfuna statt.
Die Szene, in denen die Gefangenen Zamperini auf Geheiß des „Birds“ schlagen müssen, fand aber in Naoetsu statt. Auch, so die Darstellung im Buch von Laura Hillenbrand, war Zamperini nicht das einzige Opfer dieser Aktion. Neben ihm wurden vier weitere Männer insgesamt 220 Mal ins Gesicht geschlagen. Im Film war die Weigerung Zamperinis, als Propagandainstrument eingesetzt zu werden, der Auslöser. Im Buch wird erwähnt, dass der Diebstahl von Fisch aus der Kantine der Grund war, die Gefangenen zu schlagen.
Louis Zamperini erlebte die Premiere des Films nicht mehr; er starb kurz vor Fertigstellung des Films im Alter von 97 Jahren.

## Synchronsprecher
Die Synchronsprecher für die deutsche Fassung:
| Rolle                         | Darsteller           | Synchronsprecher  |
| ----------------------------- | -------------------- | ----------------- |
| Louis Zamperini               | Jack O’Connell       | Jacob Weigert     |
| John Fitzgerald               | Garrett Hedlund      | Tommy Morgenstern |
| Russell Allen „Phil“ Phillips | Domhnall Gleeson     | Nico Sablik       |
| Mutsuhiro Watanabe            | Miyavi               | Yusuke Yamasaki   |
| Francis „Mac“ McNamara        | Finn Wittrock        | Leonhard Mahlich  |
| Hugh „Cup“ Cuppernell         | Jai Courtney         | Milton Welsh      |
| Pete Zamperini                | Alex Russell         | Nicolas Böll      |
| Miller                        | Luke Treadaway       | Roman Wolko       |
| Cliff                         | Jordan Patrick Smith | Marlon Rosenthal  |

## Fortsetzung
2018 kam der Film Unbroken: Weg der Vergebung in die Kinos. Der Film, mit Samuel Hunt als Louis Zamperini besetzt, thematisiert die letzten Kapitel im Leben von Louis.

## Auszeichnungen
- Hollywood Film Awards 2014: Auszeichnung Jack O’Connells mit dem New Hollywood Award für seine Darstellung von Louis Zamperini
- National Board of Review 2014: Auszeichnung Jack O’Connells als bester Nachwuchsdarsteller
- Oscarverleihung 2015:
  - Nominierung in der Kategorie Beste Kamera für Roger Deakins
  - Nominierung in der Kategorie Bester Ton für Jon Taylor, Frank A. Montaño und David Lee
  - Nominierung in der Kategorie Bester Tonschnitt für Becky Sullivan und Andrew DeCristofaro

## Kritiken
„So bleibt Unbroken das Heldenporträt eines Mannes, der sich nicht unterkriegen lässt. Solch ‚inspirierende‘ Geschichten sind im amerikanischen Kino zu Hause, und Jolie erzählt ihre Story in einem klassischen Format mit herausragendem handwerklichen Geschick. Inhaltlich aber bleibt der Film (an dessen Drehbuch die Coen-Brüder mitgearbeitet haben) weit hinter seinen Möglichkeiten zurück.“